# Pałecznica (gmina)
Pour les articles homonymes, voir Pałecznica.
Pałecznica est une gmina rurale du powiat de Proszowice, Petite-Pologne, dans le sud de la Pologne. Son siège est le village de Pałecznica, qui se situe environ 12 km au nord de Proszowice et 38 km au nord-est de la capitale régionale Cracovie.
La gmina couvre une superficie de 47,95 km2 pour une population de 3 730 habitants.

## Géographie
La gmina inclut les villages de Bolów, Czuszów, Gruszów, Ibramowice, Łaszów, Lelowice-Kolonia, Nadzów, Niezwojowice, Pałecznica, Pamięcice, Pieczonogi, Solcza, Sudołek et Winiary.
La gmina borde les gminy de Kazimierza Wielka, Proszowice, Racławice, Radziemice et Skalbmierz.